# HD221767
HD221767 — хімічно пекулярна зоря спектрального класу A2, що має видиму зоряну величину в смузі V приблизно  9,0.
Вона  розташована на відстані близько 686,6 світлових років від Сонця.